# Maximilian von Freyberg-Eisenberg

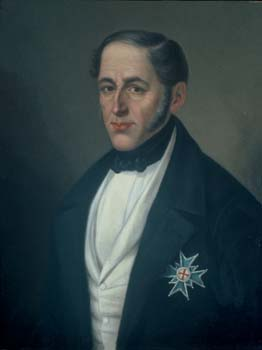
Maximilian Freiherr von Freyberg-Eisenberg

Maximilian Prokop Freiherr von Freyberg-Eisenberg (* 3. Januar 1789 in Freising; † 21. Januar 1851 in München) war ein bayerischer Historiker und Staatsmann.

## Leben
Maximilians Vater bekleidete am fürstbischöflichen Hof zu Freising die Stelle eines Oberjägermeisters. 1789 zog die Familie nach München. Nach dem Gymnasialabschluss 1805 am (heutigen) Wilhelmsgymnasium München studierte er ab 1807 an der Universität Landshut und trat später in bayerische Dienste. Ab 1825 war er Vorstand des bayerischen Reichsarchivs in München, ab 1835 saß er in der Kammer der Abgeordneten und von 1842 bis 1848 war er Präsident der Bayerischen Akademie der Wissenschaften. Zeitweise war er auch kommissarischer Vertreter des bayerischen Innenministers Karl von Abel. Die im Februar 1847 angebotene Stelle des bayerischen Kultusministers nahm er nicht an. In den Wirren von 1848 verlor er seine Ämter. Nur die Leitung der Herausgabe der Regesta boica blieb ihm übertragen. Die letzten Lebensjahre verbrachte er teils in München, teils auf seinem Gut Jetzendorf. Er starb 1851 in München, genau 20 Jahre nach  Achim von Arnim, mit dessen künftiger Frau Bettina Brentano, die er als Student von  Friedrich Carl von Savigny in Landshut kennengelernt hatte, Freyberg 1810 einen leidenschaftlichen Briefwechsel führte.
Maximilian trug das Material zur Familiengeschichte der von Freyberg zusammen, auf welchem sein Sohn Max Joseph (1825–1889) die beiden Ausgaben von 1859 und 1884 aufbauen konnte.

## Werke
Maximilian war ein sehr produktiver historischer Schriftsteller. Die wichtigsten seiner Werke werden in der Biographie von Heydenreuter und der Deutschen Biographie aufgelistet.